# Heterocybaeus akaanaensis
Heterocybaeus akaanaensis är en spindelart som beskrevs av Komatsu 1968. Heterocybaeus akaanaensis ingår i släktet Heterocybaeus och familjen vattenspindlar. Inga underarter finns listade i Catalogue of Life.